# Wii Sports
Wii Sports (Wii スポーツ?) es un videojuego de deportes, desarrollado y producido por Nintendo como título de lanzamiento para la videoconsola Wii, parte de la serie Touch! Generations. Fue lanzado en América del Norte junto con la consola el 19 de noviembre de 2006, y fue lanzado en Japón, Australia y Europa del mes siguiente. El juego viene incluido con la compra de la consola en todos los territorios excepto en Japón, haciéndolo el primer juego vendido en conjunto con el lanzamiento de una consola de Nintendo desde Mario's Tennis para Virtual Boy en 1995.
El juego es un simulador de cinco deportes, diseñado para demostrar las capacidades inalámbricas y sensoriales del mando de Wii a los nuevos jugadores. Los cinco deportes incluidos son tenis, béisbol, bolos, golf y boxeo. Los jugadores usan el mando de la consola para imitar los movimientos hechos en la vida real en esos deportes, como mover una raqueta de tenis. Las reglas de los juegos están simplificadas para hacerlas más accesibles a los nuevos jugadores. El juego también incluye un modo de entrenamiento que monitoriza el progreso del jugador en los deportes.
En general, Wii Sports recibió buenas críticas y numerosos premios provenientes de la crítica y de asociaciones de jugadores. Es el videojuego más vendido en cuanto a consolas y el cuarto de toda la historia, habiendo vencido al anterior poseedor de este récord, Super Mario Bros. para NES, en 2009. Hasta el 28 de enero de 2011 se habían vendido 75,66 millones de copias en todo el mundo. Wii Sports apareció múltiples veces en televisión, ya sea en anuncios de Wii, reportajes y otros programas. El juego se convirtió en un medio popular para reuniones sociales y se suelen hacer competiciones entre jugadores de diferentes edades. El juego tuvo una secuela, llamada Wii Sports Resort, que salió a la venta en 2009.

## Jugabilidad

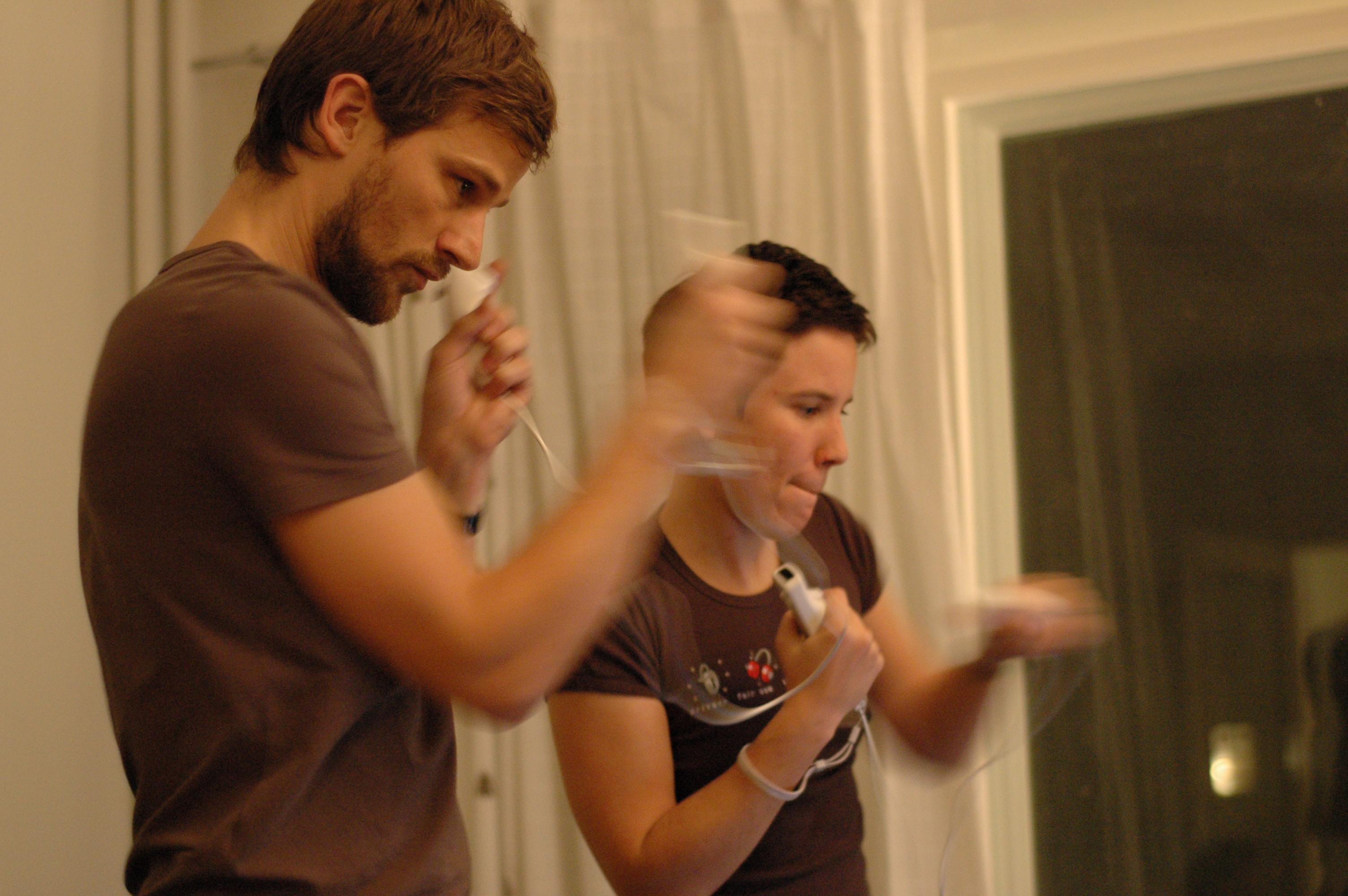
Dos personas jugando a la modalidad de boxeo; el mando y el Nunchuk se usan para controlar las manos del luchador.

Wii Sports consiste en cinco deportes —tenis, béisbol, bolos, golf y boxeo— accesibles desde el menú principal. El juego usa las capacidades del sensor del Wiimote y el Nunchuk para controlar las acciones del personaje. El jugador mueve el Wiimote de una forma similar a la cual se practica el deporte en la vida real; por ejemplo, manteniendo el control en alto y balanceándolo como un palo de golf, bate de béisbol o una bola de bolos. Algunos aspectos del modo de juego son controlados auntomáticamente por el juego. Por ejemplo, en tenis, el movimiento del jugador por el campo lo controla la consola, mientras que el movimiento de la raqueta lo controla el jugador. En béisbol, el jugador puede o batear o lanzar, con todos los corredores que pasan por las bases controlados por la Wii.
Cada juego incluye un modo estándar de juego, un modo de entrenamiento y distintas opciones para el juego multijugador. El modo de juego estándar imita los métodos de cada juego en la vida real: tenis, una partida de dobles; béisbol, tres entradas en la que el jugador batea y lanza; bolos, una partida de diez cuadros a dos intentos cada cuadro; golf, tres o nueve hoyos en un campo normal y boxeo, una pelea simple de tres rondas. El modo entrenamiento es un modo de un jugador que permite al mismo practicar ciertos aspectos de los juegos y ser recompensados con medallas. Cada juego tiene un modo de uno o dos jugadores, y algunos juegos permiten hasta cuatro mediante distintos métodos. Los bolos y el golf permiten varios jugadores usando el mismo mando, mientras el tenis requiere que cada jugador tenga su propio mando. El modo multijugador de Wii Sports normalmente hace que los jugadores compitan entre sí mediante la forma normal de juego; la única excepción es el tenis que permite a dos jugadores jugar juntos o contra otros.
| Número de jugadores por deporte | Número de jugadores por deporte |
| ------------------------------- | ------------------------------- |
| Deporte                         | Jugadores                       |
| Béisbol                         |                                 |
| Bolos                           |                                 |
| Boxeo                           |                                 |
| Golf                            |                                 |
| Tenis                           |                                 |

Los personajes usados en el juego son tomados del Canal Mii, que permite al jugador crear un Mii (un avatar customizado) que puede ser importado a los juegos que permitan esta característica. Wii Sports es el primer título de Wii en hacer uso de esta posibilidad. Los Miis guardados en la consola aparecerán como público en diversos deportes o como jugadores en béisbol. Los personajes controlados por la consola también fueron creados usando dicho canal.

### Progreso del jugador
Después de finalizar un juego, el jugador es premiado o sancionado con puntos de habilidad dependiendo si el jugador ganó o perdió la partida, aunque algunos deportes no calculan los puntos durante las sesiones multijugador. El juego hace un seguimiento de estos puntos mostrándolos en un gráfico y aumenta también el tamaño del público en las sesiones de un jugador en tenis y boxeo. Después de obtener 1000 puntos en un deporte, el jugador obtiene el nivel «profesional», junto con un pequeño cambio visual en su Mii en los bolos y boxeo. Cuando un jugador consiga dicho nivel, se le mandará un mensaje al Tablón de Wii notificándosele de ello. Wii Sports también incluye un modo de forma física que calcula la edad física del jugador (en un rango de 20 a 80 años, siendo 20 el mejor dato). Para ello, el juego elige 3 pruebas sacadas del modo entrenamiento de modo aleatorio, siendo posible jugar sólo una vez al día por Mii. El cálculo de la edad tiene en cuenta la aptitud de un jugador, su equilibrio, su velocidad y su resistencia. Los resultados se grafican en uno, dos o tres meses, con resultados diarios publicados en el tablón de Wii.

## Desarrollo

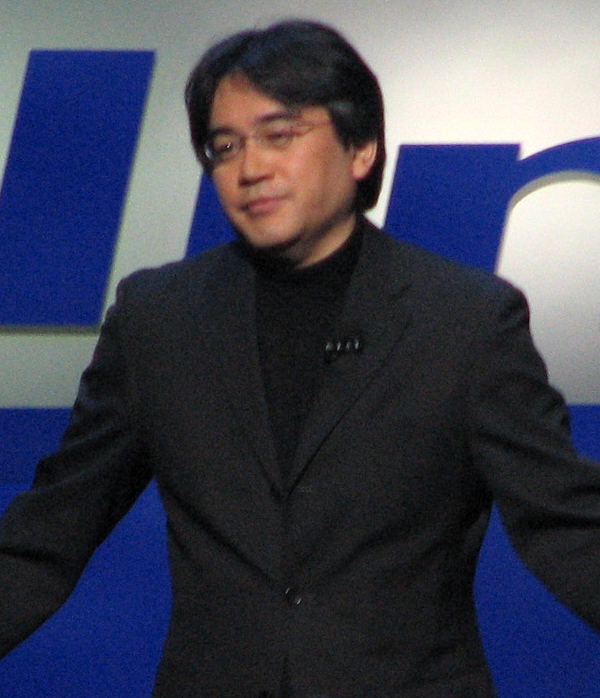
Satoru Iwata en la conferencia de prensa de Nintendo del E3 de 2006

Katsuya Eguchi, quién dirigió el Software Development Group 2 en Nintendo Entertainment Analysis and Development, produjo Wii Sports. Con la Wii, Nintendo quería llegar a la gente que nunca antes había jugado a videojuegos. Para hacer esto necesitaban un software que permitiera que por un gran tiempo y por primera vez los jugadores interactuaran de una manera divertida con el juego. Nintendo también quería que se usara el sistema diariamente y destinó a Wii Sports a ser el título de lanzamiento de la consola para ello. Wii Sports fue diseñado como una simple línea de introducción a la intención de ofrecer algo distinto para jugadores y no jugadores. Los deportes fueron elegidos debido a la amplia familiaridad que se tenía con ellos. En lugar de incluir a atletas profesionales o gráficos realistas, el juego se diseñó para que fuera simple y todos pudieran jugar. Algunas características como correr detrás de la pelota de tenis para recogerla se eliminaron para mantener la sencillez del juego. En un punto del desarrollo, se llegaron a usar personajes de la saga Mario, pero esa idea no terminó viendo la luz debido a los múltiples comentarios de los jugadores que preferían a los Miis. El juego soporta el formato panorámico 16:9, el escaneo progresivo, corre a 60 imágenes por segundo, y hace uso del acelerómetro del mando de Wii para interpretar los movimientos del jugador. Las acciones de detección de movimiento, como batear y lanzar, tuvieron prioridad para hacerlas lo más realistas posibles. Debido a que Nintendo no esperaba que los jugadores compraran la consola sólo para jugar a Wii Sports, vendieron el juego junto con la misma; Nintendo creía que sería más posible que los jugadores jugaran a Wii Sports gracias a este método. También creían que los jugadores que tenían críticas positivas para el juego lo recomendarían mediante el boca a boca.
Antes del Electronic Entertainment Expo de 2006, el primer deporte en el juego fue anunciado como Wii Sports: Tennis. En una conferencia de Nintendo previa al E3 de 2006, se anunció que sería dicho juego sería parte de un grupo de deportes. Satoru Iwata presentó el conjunto como Wii Sports, y dijo que incluiría tenis, golf, y béisbol. El juego fue presentado con una demostración jugable. La demo incluía a Iwata y Reggie Fils-Aime en un partido de a dobles de tenis contra Shigeru Miyamoto y Scott Dyer, un ganador del concurso. Los otros títulos se mostraron en el E3 de forma parecida al título de tenis, ya que eran Wii Sports: Baseball, Wii Sports: Golf, y Wii Sports: Airplane. Por aquel entonces, el juego de béisbol sólo consistía en una simulación de bateo. El título basado en vuelo era similar a Pilotwings y requería que el jugador maniobrara un avión para hacerlo pasar a través de varios anillos dentro de un límite de tiempo. No fue incluido en el juego final, pero fue añadido en la secuela del juego: Wii Sports Resort. En el Nintendo World del 14 de septiembre de 2006, Reggie Fils-Aime anunció que Wii Sports vendría incluido con la Wii. También se introdujeron los deportes de bolos y boxeo.

## Recepción

### Ventas
Wii Sports ha tenido un gran éxito comercial. Al final de 2007, era el juego mejor vendido para Wii. En Japón, donde el juego no venía incluido con la consola, vendió 176 167 copias en sus primeros dos días, un récord para la séptima generación de videoconsolas en Japón. A febrero de 2007, había vendido alrededor de un millón de copias. A mediados de mayo de 2007, la empresa Media Create colocó a Wii Sports tercero en su lista de los mejores 20 juegos en Japón. Fue el juego mejor vendido en el 2007 en Japón con 1 911 520 de copias vendidas. Fue el décimo juego mejor vendido en Japón en 2008, vendiendo 841 736 copias aquel año. El juego vendió 45,71 millones de copias incluidas con la consola a marzo de 2009.  A 28 de enero de 2011, ha vendido un total de 75,66 millones de copias.

### Respuesta de la crítica
Wii Sports ha recibido de forma general críticas positivas.

#### Estados Unidos
GameTrailers lo calificó como un buen complemento para la consola y se refirió a los cinco deportes como «un buen paquete». Comentarion que los juegos proporcionan el suficiente entretenimiento para largas partidas para jugadores expertos, sin hacerlo inaccesible para novatos. GameTrailers declaró, sin embargo, que la falta de un modo torneo fue un punto en contra, y no recomendó comprar el juego si no venía incluido con la consola. GamePro también comentó que la inclusión de Wii Sports con la consola era una buena idea. Matt Casamassina de IGN lo llamó «una joya de éxito para el nuevo hardware de Nintendo» y disfrutó de la posibilidad de importar los Miis. El editor de GameSpot Ryan Davis elogió el aspecto multijugador y el examen físico. La mayor parte de las buenas críticas fueron a los controles del juego y su facilidad de uso. Casamassina se refirió a los controles como «revolucionarios» y los describió como «intuitivos». GamePro se hizo eco de comentarios similares, elogiando los controles, mientras Davis comentó que el sensor de movimiento a veces erraba. La mayor parte de las quejas fueron a parar a los gráficos y la falta de profundidad en los juegos. Casamassina dijo que el juego «se queda corto en profundidad y gráficos», y llamando a los gráficos «genéricos» y «arcaicos». Otros críticos dijeron que los gráficos estaban a la par en comparación con los anteriores sistemas de Nintendo, la Nintendo GameCube y la Nintendo 64. Davis criticó el carácter simplista de los juegos, y GamePro declaró que los juegos por separado ofrecen menor profundidad que juegos de deportes normales. Nintendo Power calificó a Wii Sports junto con su secuela Wii Sports Resort como dos de las mejores experiencias multijugador de la historia de Nintendo, diciendo que cualquier persona, desde niño hasta anciano, puede disfrutar del juego. La revista elogió la agrupación de los deportes y la longevidad del juego.
Los juegos por separado tuvieron varias recepciones entre la crítica. Casamassina calificó a los bolos, al tenis y al béisbol como «divertidos y adictivos», mientras Tom Bramwell de Eurogamer dijo que el béisbol, el golf y el boxeo carecían de profundidad de juego en comparación con el tenis y los bolos. John C. Dvorak, jugador de bolos y columnista de PC Magazine, alabó las físicas realistas usadas en los bolos y dijo que «Nintendo ha hecho un estupendo trabajo». Felicitó al añadido de la actividad física al videojuego, pero se quejó de que el uso a largo plazo del juego le causó dolor a su muñeca y a su hombro. Casamassina calificó a los bolos como el mejor deporte de los cinco. Antes de su lanzamiento, Craig Harris, de IGN comentó que existe un fallo de programación que pueden usar los jugadores que permite hacer strikes de forma fácil, restando rejugabilidad y desafío al juego. Después del lanzamiento, dijo que el fallo no estaba corregido. GameTrailers llamó al golf como el juego con más profundidad, pero criticó la falta de varios campos y los controles impredecibles cuando se está en un golpe decisivo. GamePro dijo que el golf ofrecía la mayor parte del contenido y que era el mejor de todos los juegos, pero dijeron que sus controles eran los más difíciles de usar. GameTrailers calificó al tenis como el más accesible y fácil de jugar, pero criticó la dificultad de lanzar en diversas ocasiones. Casamassina dijo que el tenis era uno de los mejores deportes del juego, pero la falta de control de movimiento era un detractor para él. GameTrailers calificó al béisbol como «sin valor» debido al factor suerte asociado con el fildeo controlado por la consola. Calificaron al modo entrenamiento del boxeo como el mejor de Wii Sports, pero criticaron la dificultad a la hora de golpear debidamente. Casamassina criticó al boxeo por ser «como una faena» y lo calificó como el peor de los cinco deportes.

#### España
Fernando Borrego Polo de Meristation lo calificó con un 7 sobre diez, diciendo que aunque el juego era «un buen debut para el mando de Wii», no tuvo buenas palabras para el modo de un jugador, diciendo que «se queda algo corto, pues al poco tiempo puede resultar demasiado repetitivo». A pesar de ello, alabó el modo multijugador, la posibilidad de usar los Miis en el juego, la detección de movimiento, la sencillez del manejo y el modo de entrenamiento. Refiriéndose al tenis, dijo que «cuesta ver que somos nosotros los que controlamos la acción», criticando esta característica. En béisbol, la calificó como «una de las más realistas de todo el juego». Sobre el juego de golf, lo calificó como «posiblemente el más completo y trabajado», alabando sus gráficos y su jugabilidad. Respecto a los bolos, los calificó como «sencillos», aunque criticó la característica de girar la trayectoria de la bola, llamándola «confusa». Por último, respecto al boxeo, dijo que este deporte era el que «más cansaba». Hablando de los gráficos, los calificó como «sencillos», sobre todo para los que no estaban familiarizados con las consolas. Para finalizar calificó de «agradables y divertidas» las melodías del juego, aunque criticó que las voces no estuvieran dobladas al español.
Por otro lado, Pablo Grandío de Vandal, le puso una nota de 7,5 sobre 10, diciendo que Wii Sports «resulta muy divertido e ideal para las partidas rápidas y para mostrar qué tiene de nuevo esta consola». Llamó al tenis como «posiblemente, el juego más divertido en modo multijugador», aunque criticó la característica de que los personajes se movieran automáticamente, y no los controlara el jugador. En golf criticó la previsión de hacia donde irá la pelota al lanzarla, diciendo que a veces «se queda corta o larga». Calificó al béisbol como «tremendamente simple pero, al mismo tiempo, sorprendentemente divertido», aunque dijo que la detección de movimiento no era demasiado elaborada. Llamó al juego de bolos como «el más simple», diciendo que es de los que más usan la característica de detección de movimiento. Finalmente, llamó al sistema de juego del boxeo como «una idea genial a primera vista». Calificó a los gráficos como «discretos, sin ningún tipo de espectacularidad gráfica o detalles extra». Para finalizar, calificó al juego como «muy divertido» y aseguró que «resulta adictivo».

### Premios
El debut de Wii Sports en el E3 de 2006 le hizo obtener diversos premios. En el evento, ganó el Game Critics Award para el «mejor juego de deportes». 1UP.com lo calificó como el «mejor juego de Wii» y el «juego más original» en su lista de «Lo mejor del E3 2006». Después de su lanzamiento, Wii Sports recibió múltiples premios desde organizaciones, páginas webs y revistas. IGN le entregó el premio de «mejor juego de deportes de 2006» y fue el segundo mejor juego de 2006. La revista Time calificó al juego en el número uno de su lista de los «10 mejores videojuegos del 2006». Wii Sports ganó el premio entregado por Famitsu, al juego «más innovador» de 2006. Electronic Gaming Monthly le otorgó el premio a «mejor experiencia mutijugador» en su lista 1Up Network Awards de 2006. En los Interactive Achievement Award de 2007, Wii Sports ganó el premio a su modo de juego, su diseño y su innovación aportada. En 2007, el juego ganó el premio a la mejor innovación y al mejor diseño en los Game Developers Choice Awards, y ganó el premio máximo en el Japan Media Arts Festival. En los British Academy Video Games Awards de 2007, Wii Sports ganó seis de las siete nominaciones a las que optaba: Deportes, Innovación, Modo de juego, Multijugador, Casual, y Estrategia y Simulación.

## Impacto
Wii Sports, ha sido un factor clave en el éxito global de Wii, fue el primer título de la serie de Juegos Wii, que contienen a Wii Play, Wii Fit, y Wii Music. Una secuela de Wii Sports, llamada Wii Sports Resort, salió a la venta en 2009. El juego, junto con Wii Fit, ha permitido una elaboración de nuevos grupos de jugadores, como los jugadores ocasionales, las mujeres y los ancianos. También ha sido calificado como un juego para toda la familia, y como un medio para hacer ejercicio y perder peso cuando se juega regularmente. Un estudio que analizaba a adolescentes de entre 13 y 15 años hecho por una universidad de Liverpool concluyó que los jugadores usaban un 2% más de energía que con otras consolas. Dijeron que no hay un buen sustituto para el ejercicio en la vida real, pero puede contribuir a la pérdida de peso. Wii Sports ha sido usado para tratar la fisioterapia de un boxeador en un hospital canadiense, personas con ictus en Mineápolis, Minnesota y Raleigh (Carolina del Norte), y soldados heridos en Prescott (Arizona); Washington D. C.; y Landstuhl, Alemania.

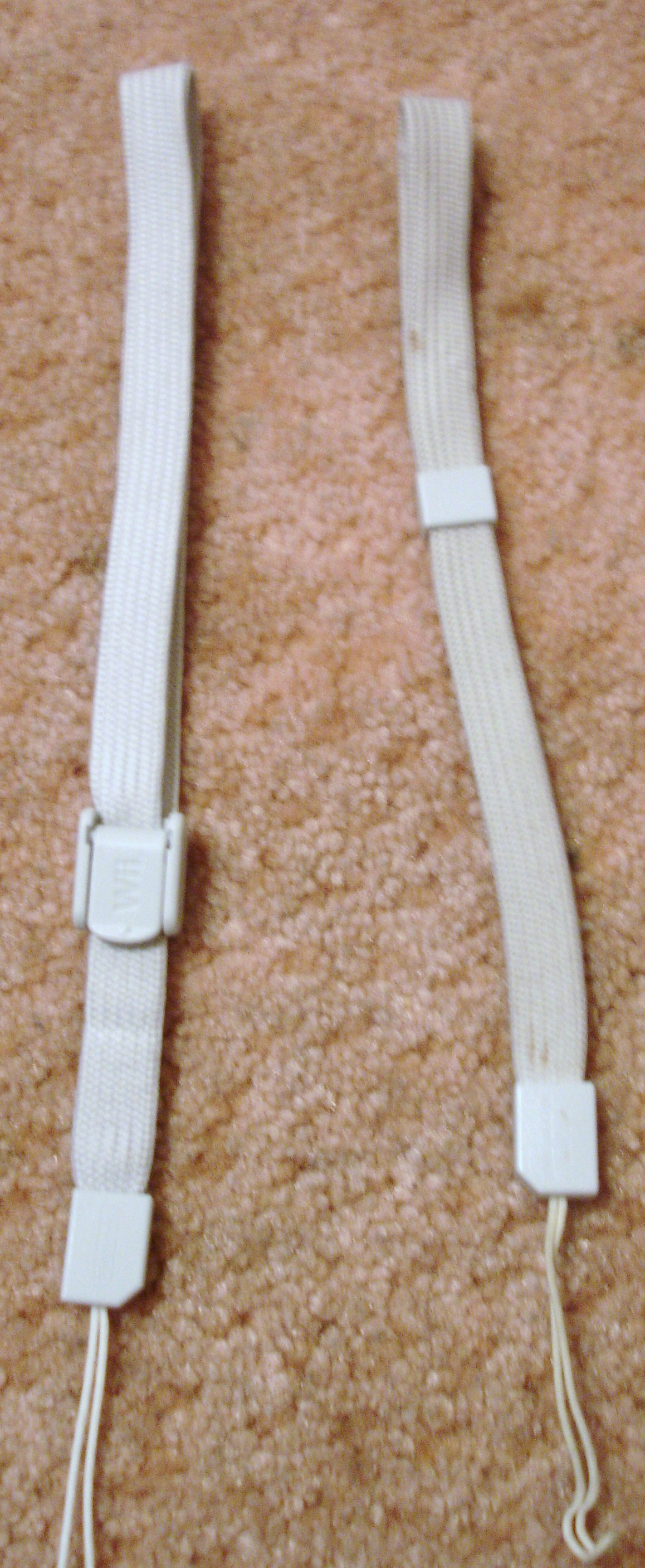
La nueva correa del mando de Wii (izquierda) comparada con la antigua (derecha).

Después del lanzamiento de la Wii, los jugadores comenzaron a sufrir lesiones al jugar a Wii Sports, junto con otros juegos, cuando golpean accidentalmente a otros jugadores o a objetos con el mando. Esta cadena de accidentes, y otros relacionados con los jugadores lanzando accidentalmente el mando al jugar, llevaron al presidente de Nintendo Satoru Iwata a llevar a cabo una campaña para evitar dichos incidentes. En lo que respecta a la tema, el portavoz de Nintendo Yasuhiro Minagawa comentó que «la gente tiende a estar un poco exaltada, especialmente al jugar a Wii Sports, y en varios casos el mando se les podría escapar de las manos». Nintendo respondió a este problema retirando 3,2 millones de correas y produciendo una nueva tanda de ellas que eran casi dos veces más gruesas. Otros daños incluyen lesiones en los músculos, tendones, y ligamentos por un juego excesivo; este conjunto de lesiones suele ser llamdado «Wii-itis».
Wii Sports se ha convertido en un medio popular para reuniones sociales y diversos concursos. Algunos ancianos residentes en asilos han llegado a crear ligas en sus centros usando Wii Sports, concretamente en el juego de bolos. Después de su lanzamiento australiano, Nintendo y Myer, una cadena de tiendas australiana, organizaron un torneo de tenis de Wii Sports en enero de 2007 en Melbourne. Los ganadores compitieron contra los tenistas profesionales Pat Cash y Mark Woodforde, y fueron premiados con nuevas consolas. Un torneo de tenis no oficial de Wii Sports llamado "Wiimbledon" se organizó en Barcade, Brooklyn, New York el 23 de junio de 2007. Compitieron 128 personas, muchas de ellos vestidas con diversos trajes.
Wii Sports ha aparecido en televisión múltiples veces. El juego ha sido anunciado en la publicidad televisiva de la consola, y en las cadenas americanas ABC y NBC. El juego ha aparecido en diversos programas cómicos. En un episodio de Late Night with Conan O'Brien el presentador Conan O'Brien compitió contra su invitado, la tenista Serena Williams, en un partido de tenis en el juego. En un episodio de Rick Mercer Report, el anterior primer ministro canadiense Jean Chrétien ganó al presentador Rick Mercer en un combate de boxeo. El boxeo también apareció en el programa The Colbert Report donde en un video los Miis de Stephen Colbert y la Portavoz de la Cámara de Representantes Nancy Pelosi boxeaban. En los Premios Óscar de 2007, el presentador Jon Stewart y Jamia Simone Nash fueron sorprendidos jugando a tenis en Wii Sports en una de las pantallas gigantes del evento después de un corte publicitario como parte de una broma.